# Werdensteiner Moos
Werdensteiner Moos este o arie protejată (arie specială de conservare — SAC, sit de importanță comunitară — SCI) din Germania întinsă pe o suprafață de 134,62 ha, integral pe uscat.

## Localizare
Centrul sitului Werdensteiner Moos este situat la coordonatele 47°36′51″N 10°15′35″E / 47.6142°N 10.2597°E.

## Înființare
Situl Werdensteiner Moos a fost declarat sit de importanță comunitară în martie 2001 pentru a proteja 2 specii de animale. Situl a fost protejat și ca arie specială de conservare în aprilie 2016.

## Biodiversitate
Situată în ecoregiunea continentală, aria protejată conține 3 habitate naturale: Pajiști cu Molinia pe soluri calcaroase, turboase sau argilos-nămoloase (Molinion caeruleae), Mlaștini oligotrofe degradate, capabile încă de regenerare naturală, Mlaștini împădurite.
La baza desemnării sitului se află mai multe specii protejate de  nevertebrate (2): libelule (Leucorrhinia pectoralis), phengaris nausithous (Maculinea nausithous).